# سیستم قابل تنظیم انتقال تصویر
فیتز(FITS) (مخفف Flexible Image Transport System یا سیستم قابل تنظیم انتقال تصویر) یک فرمت فایل‌های دیجیتالی است که برای ذخیره، انتقال و کنترل تصاویر علمی یا تصاویر دیگر استفاده می‌شود. در بیشتر پژوهش‌های نجومی از این فرمت استفاده می‌شود. بر خلاف بقیهٔ فرمت‌های تصویری، فیتز به صورت اختصاصی برای داده‌های علمی تهیه شده و به همین خاطر دارای قسمت‌هایی برای توضیحات نورشناسی و اصلاح اطلاعات است.
فرمت فیتز ابتدا در سال ۱۹۸۱ به صورت استاندارد شده درآمد و از آن موقع تغییرات زیادی در آن به وجود آمده و پیشرفت زیادی کرده‌است. جدیدترین نسخهٔ آن (۳٫۰) در سال ۲۰۰۸ به بازار آمده‌است. فیتز با هدف ذخیرهٔ طولانی مدت طراحی شده بود. در پیشرفت‌ها و تغییراتی که در فرمت فیتز صورت می‌گیرد نباید از اطلاعات غلظ نسخه‌های قدیمی استفاده شود.
نکتهٔ دیگر دربارهٔ فرمت فیتز این است که اطلاعات زیاد آن به صورت فایلی قابل خواندن برای انسان (اسکی (استاندارد)) ذخیره می‌شود. هر فایل فیتز شامل ۱ یا بیشتر تیتر است که هرکدام دارای کارت تصویر ASCII است که حامل جفت‌های کلمه کلیدی/ارزش است که بین بلوک‌های داده مختلف پخش شده. جفت‌های کلمه کلیدی/value تأمین‌کننده اطلاعاتی مانند اندازه، مبدأ، مختصات، اطلاعات به فرمت باینری (دوتایی)، تاریخچه اطلاعات و هر چیز دیگری که بخواهد تولید کنند، هستند.
از فرمت فیتز می‌توان برای ذخیره فایل‌های غیر تصویری مانند جدول‌ها، مکعب‌های اطلاعاتی یا لیست‌های فوتونی یا طیفی استفاده کرد. فایل‌های فیتز می‌توانند قسمت‌های مختلفی داشته باشند؛ برای مثال یک فایل فیتز می‌تواند هم‌زمان اطلاعاتی دربارهٔ مادون قرمز و اشعهٔ ایکس داشته باشد.

## تصاویر
پر طرفدارترین و اولین کاربرد فایل فیتز، استفاده از آن به صورت ذخیره فایل تصویری بوده‌است. کلمهٔ تصویر ممکن است همهٔ توانایی‌های فیتز را پوشش ندهد؛ به این علت که فیتز هم عکس‌های دوبعدی و هم سه بعدی را ذخیره می‌کند.
تیترهای تصاویر فیتز می‌توانند شامل اطلاعاتی دربارهٔ یک یا چند سیستم مختصاتی که در تصویر به کار رفته باشند. در تصویرها مختصات دکارتی به کار رفته که موقعیت پیکسل‌ها را نشان می‌دهد. اما استفاده‌های علمی احتیاج به مختصات جغرافیایی دارند؛ مثلاً سیستم مختصات سماواتی. از آن جایی که فیتز از وقتی که اولین بار طراحی شده تغییرات زیادی پیدا کرده؛: اولین نسخهٔ فیتز تنها با یک سیستم مقیاسی ساده پیکسل‌ها را نمایش می‌داد در صورتی که مدل جدید می‌تواند چند سیستم مختصات داشته باشد و می‌تواند تغییرات غیرمنطقی تصویر را نشان دهد.

## جدولها
فیتز می‌تواند اطلاعات جدولی را که ستون‌های مختلف و سطرهای چند بعدی دارند پوشش دهد. در فیتز جدولها هم با فرمت اسکی (استاندارد) و هم با فرمت باینری (دوتایی) مشخص شده‌اند. در فیتز اطلاعات جدول‌های مختلف می‌تواند فرمت‌های متفاوتی داشته باشد. همچنین شما می‌توانید بین جدول‌ها و اطلاعات دیگر رابطه ایجاد کنید و یک پایگاه داده (database) داشته باشید.

## کاربرد فایل‌های فیتز
استفاده از فیتز در زبان‌های برنامه‌نویسی متفاوتی که در کارهای علمی به کار می‌روند مقدور است؛ مانند:C, فورترن، PDL, Perl, java, پایتون، R, S-Lang, IDL

## نرم‌افزارهای مرتبط
همچنین با استفاده از افزودنی رایگان ESA/ESO/NASA Photoshop FITS Liberator در نرم‌افزار ادوبی فوتوشاپ می‌توان به پردازش و ویرایش داده‌های نجومی دارای فرمت فیتز پرداخت و ایجاد تصویر کرد. ویراست اول و دوم این نرم‌افزار پردازش تصویر در ژوئیه ۲۰۰۴ و اوت ۲۰۰۵ و آخرین ویراست آن در نوامبر ۲۰۰۶ منتشر شد.

## نسخه‌های فیتز
- ژوئیه ۲۰۰۸ نسخهٔ ۳٫۰
- دسامبر ۲۰۰۵  نسخهٔ ۲٫۱b (توضیحات:اضافه کردن پشتیبانی برای ۶۴ بیت رقم لازم و گسترده کردن تصاویر)
- مارس ۱۹۹۹  نسخهٔ NOST ۱۰۰–۲٫۰
- ژوئن ۱۹۹۳  نسخهٔ NOST ۱۰۰–۱٫۰

نسخهٔ ۳٫۰ استاندارد کنونی است؛ ولی نسخه‌های دیگر استانداردهای قدیمی هستند که هنوز هم پشتیبانی می‌شوند.